# Анютино (Базарно-Карабулакский район)
Аню́тино — село в Базарно-Карабулакском районе Саратовской области. Входит в состав Максимовского муниципального образования. Основано в 1764 году.

## География
Село находится на берегу реки Каналейка, на расстоянии примерно 18 км (по прямой) к югу от посёлка городского типа Базарный Карабулак, административного центра района.

### Часовой пояс
Село Анютино, как и вся Саратовская область, находится в часовой зоне МСК+1. Смещение применяемого времени относительно UTC составляет +4:00.

## Население
| 2010 |
| ---- |
| 20   |

### Национальный состав
Согласно результатам переписи 2002 года, в национальной структуре населения русские составляли 100 % из 27 чел.